# Pausinystalia brachythyrsum
Espèce
Synonymes
- Corynanthe brachythyrsus K.Schum.[1] [2]
- Pausinystalia brachythyrsum (K.Schum.) W.Brandt (K.Schum.) W.Brandt (préféré par UICN)[2]
- Pausinystalia brachythyrsus (K. Schum.) De Wild.[1]
- Pausinystalia macroceras f. brachythyrsum (K.Schum.) N.Hallé[1]

Statut de conservation UICN

 EX  : Éteint
Pausinystalia brachythyrsum (K. Schum.) W. Brandt est une espèce d'arbres du genre Pausinystalia de la famille des Rubiaceae,.

## Description
Elle a été récoltée à Bipindi en 1746. Endémique du Cameroun, elle a été considérée comme éteinte par l'UICN en 2006, mais des investigations restent nécessaires.